# Deianira
Deianira é um género botânico pertencente à família Gentianaceae.